# よしみつ
株式会社よしみつ（YOSHIMITSU CO., LTD.）とは、広島県広島市中区に本社を置く、ビデオ・DVD・CD・コミックのレンタル事業、漫画喫茶・インターネットカフェの複合カフェ事業、ラーメンチェーン事業、ネイルサロン事業を主な業務とする企業である。

## 事業所
- 本社
  - 広島県広島市中区堀川町3番20号
- ラーメン本舗珍豚香（チントンシャン）フランチャイズ本部
  - 広島県広島市中区国泰寺町一丁目10番5号

## 沿革
- 1982年1月 創業。
- 1985年4月 株式会社よしみつ設立。
- 1985年10月 中国地区でレンタルビデオポパイ（現・メディアステーションポパイ）の事業に参入。
- 1993年7月 九州地区でレンタルビデオポパイの事業に参入。
- 1997年4月 ラーメン本舗珍豚香（チントンシャン）の事業に参入。
- 2000年7月 九州地区でメディアカフェポパイの事業に参入。
- 2001年11月 関西地区でメディアカフェポパイの事業に参入。
- 2003年11月 関東地区でスーパーポパイ（現・メディアカフェポパイ）の事業に参入（ただし、同時に開店したスーパーポパイ八王子店は2006年6月閉店）。
- 2008年7月 情熱ホルモンの事業に参入。

## 主な事業
- ビデオ・DVD・CD・コミックのレンタルビデオ事業
  - 「メディアステーションポパイ」 1店舗
    - 広島県：1店舗（富士見店）
- 漫画喫茶・インターネットカフェの複合カフェ事業
  - 「メディアカフェポパイ」 7店舗（会員制）
    - 単独運営店舗：5店舗
      - 大阪府：3店舗（京橋店・梅田DDハウス店・西梅田店）
      - 福岡県：2店舗（博多店・中洲店）

    - 共同運営店舗：2店舗
      - 大阪府：1店舗（なんば店（タイムスとの共同運営））
      - 福岡県：1店舗（天神北店（フューチャーマーケティング・信用産業との共同運営））
- ラーメンチェーン事業
  - 「ラーメン本舗珍豚香（チントンシャン）」 1店舗
    - 広島県：1店舗（祇園店）
- ホルモン焼きチェーン事業
  - 「情熱ホルモン」 2店舗
    - 東京都：1店舗（目黒酒場）
    - 山口県：1店舗（小郡酒場）
- ネイルサロン事業
  - 「グラート」 1店舗
    - 東京都：1店舗（立川店）